# Sulechowo
Sulechowo (deutsch (Groß-)Soltikow) ist ein Dorf in der polnischen Woiwodschaft Westpommern. Es gehört zur Landgemeinde (gmina wiejska) Malechowo (Malchow) im Powiat Sławieński (Schlawe).

## Geografische Lage
Das Bauerndorf Sulechowo liegt dreizehn Kilometer südwestlich der Kreisstadt Sławno (Schlawe) an einer Nebenstraße, die von Niemica (Nemitz) an der Landesstraße 6 (Stettin – Danzig) über Lejkowo (Leikow) nach Polanów (Pollnow) führt. Bahnstation ist Wiekowo (Alt Wieck) an der Bahnstrecke Stargard Szczeciński–Gdańsk.
Nachbargemeinden von Sulechowo sind: im Westen Niemica (Nemitz) und Bartolino (Bartlin), im Norden Paproty (Parpart), im Osten Święcianowo (Wiesenthal) und Żegocino (Segenthin), im Südosten Lejkowo (Leikow) und im Süden Sierakowo Sławieńskie (Zirchow).
Das Straßendorf Sulechowo liegt im südlichen Tal der Grabowa (Grabow) auf einer flachwelligen Grundmoräne auf einer Höhe von etwa 30 Metern über dem Meeresspiegel. Die höchsten Erhebungen sind 105 Meter (Schwarzenberg) und 103 Meter (Groß Soltikower Berg) südlich des Ortes, von denen man bei klarem Wetter bis zur Ostsee blicken kann.

## Ortsname
Die Schreibweise Soltikow hat sich erst seit dem 18. Jahrhundert eingebürgert. Vorher schrieb man Soldekow, Zoldekow und auch – ähnlich dem heutigen Namen – Sulechowe.

## Geschichte
Die beiden – später zu einer Gemeinde zusammengefassten – Siedlungen Groß- (Sulechowo) und Klein Soltikow (Sulechówko) bestanden wohl schon im Mittelalter. 1267 wird Soltikow erstmals erwähnt, als es in einer Aufzählung von Orten erscheint, die der Camminer Bischof Hermann von Gleichen der Kirche in Nemitz (heute polnisch: Niemica) unterstellte. 1295 schenkte der Ritter Virchewitz dem Kloster Buckow 50 Hufen bey dem wüsten Dorfe Soltikow. Und 1409 unterschreibt Hennynk Mandüwel von Zoldekow einen Sühnebrief. Von den Manteuffel geht das Lehen an die von Rahmel. Danach wird Hans der Jüngere Schlieffen als Besitzer genannt.
Im Jahre 1784 hat Groß Soltikow 11 Bauern, 2 Kossäten und 1 Schulhaus. 1818 leben hier 159 Einwohner, deren Zahl 1864 bereits auf 447 anstieg und 1925 schon 474 betrug. Groß- und Klein Soltikow hatten 1939 als zusammengehörige Gemeindeteile insgesamt 683 Einwohner in 175 Haushaltungen.
Am 2. März 1945 wurde Groß Soltikow von der Roten Armee besetzt. Die deutsche Bevölkerung konnte zunächst hier wohnen bleiben, bis polnische Familien kamen. Am 1. September 1946 wurden die Groß Soltikower über Sławno und Stettin ausgesiedelt.

### Kohlebergbau in Groß Soltikow
In den Jahren 1920 bis 1924 wurde von der Norddeutschen Bergbau Aktien Gesellschaft (NoBAG) unter Leitung des Bergwerksdirektor Richard Koch in Groß Soltikow Kohlenbergbau betrieben: südlich des Dorfes konnte Braunkohle abgetragen werden. Sie lag etwa zehn Meter unter der Erdoberfläche, und ihre Schicht war 7 bis 8 Meter stark. Die Kohle, die später zu Brikett verarbeitet wurde, bezeichneten Fachleute als qualitätsvoll, doch erwies sich ihr Abbau als unwirtschaftlich und wurde daher eingestellt.

### Amt Soltikow
Bis 1945 bildete die Gemeinde Soltikow (Groß- und auch Klein Soltikow (Sulechówko)) mit Kuhtz (Kusice), Leikow (Lejkowo) und Nemitz (Niemica) (mit Bartlin (Bartolino)) den Amtsbezirk Soltikow im Landkreis Schlawe i. Pom. im Regierungsbezirk Köslin der preußischen Provinz Pommern. Die letzten deutschen Amtsvorsteher waren Raasch, Fahrenbusch und Raddatz.

### Standesamt Soltikow
All die genannten Gemeinden und zusätzlich Söllnitz (Zielenica) waren zum Standesamt Soltikow vereinigt.

## Kirche
Die Einwohner von Groß Soltikow waren bis 1945 ausschließlich evangelisch. Mit Leikow (Lejkowo) war das Dorf in die Kirchengemeinde Klein Soltikow (Sulechówko) eingepfarrt, die ihrerseits eine Filialgemeinde im Kirchspiel Nemitz (Niemica) war, das zum Kirchenkreis Rügenwalde (Darłowo) der Kirchenprovinz Pommern in der Kirche der Altpreußischen Union gehörte. Letzter deutscher Geistlicher war Pfarrer Martin Voßberg.
Heute sind die Einwohner von Sulechowo überwiegend katholischer Konfession. Das Dorf gehört zur Parafia Sulechówko. Die evangelischen Kirchenglieder werden vom Pfarramt in Koszalin (Köslin) in der Diözese Pommern-Großpolen der Evangelisch-Augsburgischen (d. h. lutherischen) Kirche in Polen betreut werden.

## Schule
Das Schulgebäude lag am östlichen Ortsausgang von Groß Soltikow und war in den 1930er-Jahren als Volksschule mit Lehrerwohnung neu errichtet worden. Die Schule wurde von den Kindern aus Groß und Klein Soltikow besucht. Letzter deutscher Schulhalter war Artur Bunde.